# ヴェストファーレンハレン
ヴェストファーレンハレン（Westfalenhallen）はドイツ・ドルトムントにある複合施設。あるいは運営会社。

## 概要
1925年に開業したが、1944年5月に第二次世界大戦の攻撃で破壊。1952年に再建された。近くにボルシア・ドルトムントの本拠地ヴェストファーレンシュタディオンがある。過去にはアイスホッケー世界選手権や世界フィギュアスケート選手権大会の開催実績がある。

## 施設
- ヴェストファーレンハレ（屋内アリーナ）
- メッセドルトムント（展示場）
- コングレスセンター・ドルトムント（会議場）

## 交通機関
- シュタットバーンU45・U46ヴェストファーレンハレン電停下車